# パーカー・ソーラー・プローブ
パーカー・ソーラー・プローブ（Parker Solar Probe）は、太陽の外部コロナの直接観測を計画している宇宙探査機である。太陽表面から8.86太陽半径（0.04天文単位、590万キロメートル）への到達が計画されている。この計画は2009年度財政予算案に新規計画として追加・公表された。2008年5月1日に、ジョンズ・ホプキンス大学応用物理研究所は2015年の打ち上げを目指して、本機の設計と製造を行うと発表した。その後、打上げ目標は延期されたものの、2018年8月12日午前3時31分(EDT)にケープ・カナベラルよりデルタ IV ヘビー10号機で打ち上げられた。
この計画は2017年までソーラー・プローブ・プラス（Solar Probe Plus）と呼ばれていたが、同年5月に宇宙物理学者ユージン・ニューマン・パーカーを称えて現在の名前に改称された。

## 軌道と計画
ソーラープローブミッションと呼ばれていた初期の概念設計では木星を使った減速スイングバイを行う計画だったが、軌道変更方法をよりシンプルにすると決まり、パーカー・ソーラー・プローブでは金星で複数回の減速スイングバイを行って軌道の近日点を太陽へ接近させてゆき、ほぼ8.5太陽半径の軌道（600万キロメートル）で複数回の接近が行えるように設計された。
本機は、その探査目的から太陽にかなり接近する必要があり、太陽の直近で熱放射と放射線に晒されるという、極めて過酷な稼動環境での正常動作が求められる。探査軌道における太陽光の入射強度は、地球軌道と比べて約520倍強く、防護のため耐熱シールドを備えている。この炭素繊維強化炭素複合材料製の耐熱シールドは探査機の正面に設置され、約1400 ℃に耐えられる設計である。探査機のコンピュータや観測機器は、太陽光の直射を受けないように、耐熱シールドの影になる箇所に設置される。電源には1対の太陽電池アレイが使われる。太陽に接近したときは、太陽電池を機体側に畳んで太陽光の入射角度を浅くすることや、太陽電池の一部を耐熱シールドの影にいれることで太陽電池の熱を抑える。また、ポンプで冷却用の流体を流す方法で、適正な温度を維持できるように設計されている。
地球と比較しておよそ30倍の引力をもつ太陽に接近し、落下しないようにフライバイするため探査機が太陽に最接近する際の対太陽速度は約200km/sにも達する。これが予定通りに達成されれば、人類の作った物体が到達した速度として最速であり、2011年時点で最速のヘリオス2号の約3倍に当たる。

## 科学目標
ミッションの科学目標は以下の通りである。
- 太陽コロナを加熱し、太陽風を加速するためのエネルギーの流れを辿ること。
- 太陽風が流れ出す領域のプラズマと磁場の構造と力学を決めること。
- 高エネルギー粒子を加速して、周囲に輸送するメカニズムを解き明かすこと。

## 工程表
| 年     | 工程                        | 工程                                           | 工程                                           | 工程                                           | 工程                         | 工程                                            | 工程                                          | 工程                        | 工程                                           | 工程                                           | 工程                                           | 工程                                              | 工程                                              | 工程                                              |
| 年     | 1月                         | 2月                                            | 3月                                            | 4月                                            | 5月                          | 6月                                             | 7月                                           | 8月                         | 9月                                            | 10月                                           | 11月                                           | 12月                                              |                                                   |                                                   |
| ------ | --------------------------- | ---------------------------------------------- | ---------------------------------------------- | ---------------------------------------------- | ---------------------------- | ----------------------------------------------- | --------------------------------------------- | --------------------------- | ---------------------------------------------- | ---------------------------------------------- | ---------------------------------------------- | ------------------------------------------------- | ------------------------------------------------- | ------------------------------------------------- |
| 2018年 |                             |                                                |                                                |                                                |                              |                                                 |                                               | 8月12日 打ち上げ            | 9月28日 第1回金星スイングバイ (公転周期 150日) | 9月28日 第1回金星スイングバイ (公転周期 150日) | 11月1日 近日点到達（1回目）                    | 11月1日 近日点到達（1回目）                       |                                                   |                                                   |
| 2019年 |                             |                                                | 3月31日 近日点到達（2回目）                    | 3月31日 近日点到達（2回目）                    |                              |                                                 |                                               | 8月28日 近日点到達（3回目） | 8月28日 近日点到達（3回目）                    |                                                |                                                | 12月21日 第2回金星スイングバイ (公転周期 130日)   | 12月21日 第2回金星スイングバイ (公転周期 130日)   | 12月21日 第2回金星スイングバイ (公転周期 130日)   |
| 2020   | 1月24日 近日点到達（4回目） | 1月24日 近日点到達（4回目）                    |                                                |                                                |                              | 6月2日 近日点到達（5回目）                      | 6月2日 近日点到達（5回目）                    |                             | 9月22日 近日点到達（6回目）                    | 9月22日 近日点到達（6回目）                    |                                                |                                                   |                                                   |                                                   |
| 2020   |                             |                                                |                                                |                                                |                              | 7月6日 第3回金星スイングバイ (公転周期 112.5日) |                                               |                             |                                                |                                                |                                                |                                                   |                                                   |                                                   |
| 2021   | 1月13日 近日点到達（7回目） | 1月13日 近日点到達（7回目）                    |                                                | 4月24日 近日点到達（8回目）                    | 4月24日 近日点到達（8回目）  |                                                 |                                               | 8月5日 近日点到達（9回目）  | 8月5日 近日点到達（9回目）                     |                                                | 11月16日 近日点到達（10回目）                  | 11月16日 近日点到達（10回目）                     |                                                   |                                                   |
| 2021   |                             | 2月16日 第4回金星スイングバイ (公転周期 102日) | 2月16日 第4回金星スイングバイ (公転周期 102日) | 2月16日 第4回金星スイングバイ (公転周期 102日) |                              |                                                 |                                               |                             |                                                | 10月11日 第5回金星スイングバイ (公転周期 96日) | 10月11日 第5回金星スイングバイ (公転周期 96日) | 10月11日 第5回金星スイングバイ (公転周期 96日)    |                                                   |                                                   |
| 2022   |                             | 2月21日 近日点到達（11回目）                   | 2月21日 近日点到達（11回目）                   |                                                | 5月28日 近日点到達（12回目） | 5月28日 近日点到達（12回目）                    |                                               |                             | 9月1日 近日点到達（13回目）                    | 9月1日 近日点到達（13回目）                    |                                                | 12月6日 近日点到達（14回目）                      | 12月6日 近日点到達（14回目）                      |                                                   |
| 2023   |                             |                                                | 3月13日 近日点到達（15回目）                   | 3月13日 近日点到達（15回目）                   |                              | 6月17日 近日点到達（16回目）                    | 6月17日 近日点到達（16回目）                  |                             | 9月23日 近日点到達（17回目）                   | 9月23日 近日点到達（17回目）                   |                                                | 12月24日 近日点到達（18回目）                     | 12月24日 近日点到達（18回目）                     |                                                   |
| 2023   |                             |                                                |                                                |                                                |                              |                                                 | 8月16日 第6回金星スイングバイ (公転周期 92日) |                             |                                                |                                                |                                                |                                                   |                                                   |                                                   |
| 2024   |                             |                                                | 3月25日 近日点到達（19回目）                   | 3月25日 近日点到達（19回目）                   |                              | 6月25日 近日点到達（20回目）                    | 6月25日 近日点到達（20回目）                  |                             | 9月25日 近日点到達（21回目）                   | 9月25日 近日点到達（21回目）                   |                                                | 12月19日 近日点到達（22回目） 太陽への第1回最接近 | 12月19日 近日点到達（22回目） 太陽への第1回最接近 | 12月19日 近日点到達（22回目） 太陽への第1回最接近 |
| 2024   |                             |                                                |                                                |                                                |                              |                                                 |                                               |                             |                                                | 11月2日 第7回金星スイングバイ (公転周期 88日)  |                                                |                                                   |                                                   |                                                   |
| 2025   |                             |                                                | 3月18日 近日点到達（23回目）                   | 3月18日 近日点到達（23回目）                   |                              | 6月14日 近日点到達（24回目）                    | 6月14日 近日点到達（24回目）                  |                             | 9月10日 近日点到達（25回目）                   | 9月10日 近日点到達（25回目）                   |                                                | 12月7日 近日点到達（26回目）                      | 12月7日 近日点到達（26回目）                      |                                                   |

➊}➐: フライバイ] オレンジ色の曲線が軌道速度(左目盛) 青色の曲線が太陽からの距離（右目盛り）

第1回金星スイングバイにより近日点高度を下げ、探査機は公転周期 150日（金星の公転周期の2/3）の楕円軌道に入る。第2回金星スイングバイで探査機の公転周期を130日とし、続いて、金星が公転軌道上で最大速度に達する198日後の第3回金星スイングバイで、探査機の公転周期を112.5日（金星の1/2）にする。第4回金星スイングバイでは探査機の公転周期を102日にし、さらに第5回・第6回金星フライバイで順次、探査機の近日点高度を下げて公転周期をそれぞれ96日（金星の3/7）、92日（金星の2/5）とした後、最後の第7回金星フライバイで近日点高度が9.86太陽半径、公転周期が88日の軌道に到達する計画である。

## ミッションの進捗
2018年8月12日3:31 EDT（7:31 UTC）に、デルタ IV ヘビーロケットで打ち上げられた。打ち上げ後、最初の1週間で高利得アンテナや磁力計ブーム、電界アンテナを展開した。9月初めからミッション機器の動作確認を行い、2018年11月6日の近日点通過前後に最初の科学観測を行った。
2019年4月に行われた第2回の測定では太陽までの距離が、太陽半径の30倍程度まで接近し、史上最も太陽に接近した。ミシガン大学のキャスパー博士らの研究グループが、2回の近日点通過後のデータを解析した結果、プラズマには磁場によってエネルギーが蓄えられており、このエネルギーが粒子の運動エネルギーに変換されるため、粒子が加速すると判明した。
2019年12月4日、最初の観測結果に関する4本の論文が学術誌ネイチャーに発表された。その中で、35太陽半径（2434万キロメートル）付近で観測された太陽の自転に沿って回転する太陽風の速度が、これまでの標準的なモデルで考えられていた数 (km/s)という値の20倍にも達する35 - 50 km/sに及ぶと発表された。この観測結果は、太陽の自転速度低下に関する従来の予想や、コロナ質量放出の予測精度に影響を与える可能性がある。また、36 - 54太陽半径（2505万 - 3757万キロメートル）の距離からの観測により、黄道面に近い低緯度領域で見られる500 (km/s)未満の低速太陽風の発生源が、赤道付近の小さなコロナホールであると示唆する結果を得た。